# Куманин, Фёдор Александрович
Фёдор Александрович Куманин (25 января [6 февраля] 1855, Москва — 24 апреля [6 мая] 1896, Москва) — русский театральный критик, издатель и драматург-переводчик.

## Биография

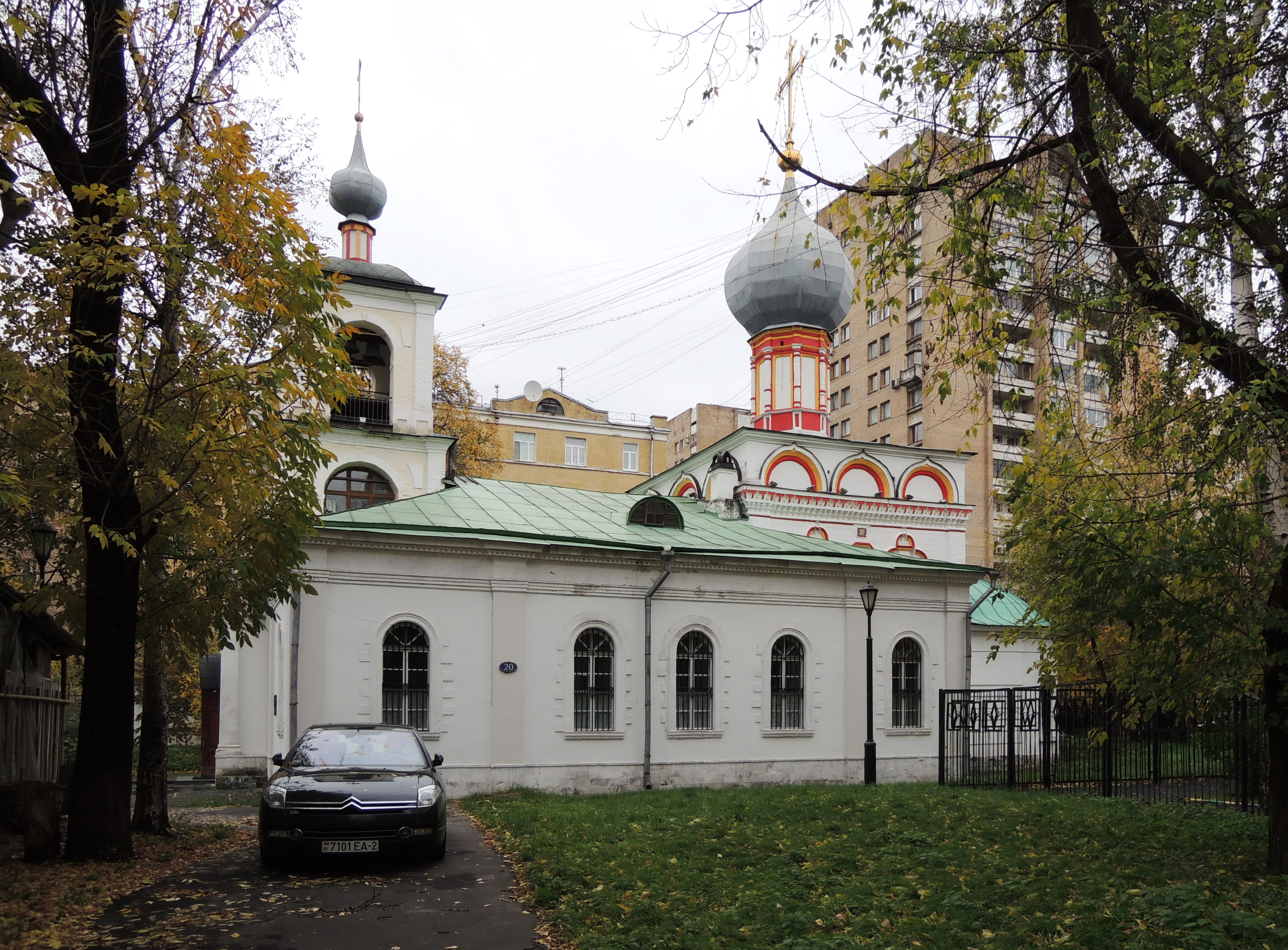
Храм священномученика Власия в Старой Конюшенной слободе: c 1868 по 1872 год вместо старой трапезной при церкви строят новую, на средства Фёдора Куманина, он же оплачивает покупку посеребрённых царских врат в иконостасе.

Происходил из потомственных дворян Московской губернии. Родился в Москве 25 января (6 февраля) 1855 года в семье Александра Константиновича Куманина (11.07.1811—6.03.1868); мать — Софья Фёдоровна, урождённая Корш (1817—?). Куманин был дальним родственником Ф. М. Достоевского. Дед Фёдора Александровича, Константин Константинович Куманин, был племянником Валентина Алексеевича Куманина – брата дяди Достоевского. По мнению Г. А. Фёдорова мать отца Куманина – Мария Петровна (в девичестве Веденисова) стала прообразом Настасьи Филипповны Барашковой из романа «Идиот».
Окончил Московскую военную гимназию. Поступил на собственное содержание в Николаевское кавалерийское училище в Петербурге (1871). В 1873 году произведён в губернские секретари с увольнением в отставку из училища. С 1875 года — канцелярский чиновник в департаменте торговли и мануфактуры Министерства финансов; с 1879 года — младший помощник надзирателя в Воронежском акцизном управлении. С 1885 года и до конца жизни служил в Московском акцизном управлении.
Активную журналистскую, издательскую, переводческую деятельность начал со второй половины 1880-х годов. Издавал журнал «Артист» (1889—1894), к которому Куманин сумел привлечь видные силы, и приложение к нему «Дневник артиста» (1891—1893). Им основаны еженедельник «Театрал» (1895), журнал «Театральная библиотека» (1891—1894, 1895), «Читатель» (1896), газету «Справочный листок для сценических деятелей» (1894—1895). Выступал на страницах своих изданий с рецензиями, статьями, обзорами.
Куманин переводил и перерабатывал для русской сцены немецкие и французские пьесы. Перевёл несколько пьес Германа Зудермана («Честь», «Гибель Содома», «Бой бабочек», «Счастье в уголке»); с успехом ставились в театрах Санкт-Петербурга, Москвы и в провинции. Написал, в сотрудничестве с Ольгой Чюминой, комедию «Жоржинка».
Был также известен по сцене, как Карелин и Тулинов.
Умер 24 апреля (6 мая) 1896 года  от воспаления брюшины, прожив всего лишь 41 год.